# Wanda Bojarska
Wanda Bojarska, także Wanda Bojarska-Cielecka (ur. 12 listopada 1928 w Wierzchni, zm. 30 kwietnia 2012 w Bydgoszczy) – polska śpiewaczka i aktorka teatralna.

## Życiorys
W latach 1948–1951 była aktorką i śpiewaczką w Teatrze Komedii Muzycznej „Lutnia” w Łodzi, następnie grała w latach 1951–1953 w Połączonych Teatrach Muzycznych w Łodzi. W latach 1953–1956 występowała na deskach Teatru Muzycznego w Łodzi, a następnie w Łódzkiej Operetce (1956–1972). W ostatnich latach kariery artystycznej ponownie występowała w Teatrze Muzycznym w Łodzi (1972–1978).

## Filmografia
- Przygoda na Mariensztacie (1953) – Katarzyna, żona majstra Ciepielewskiego[2]

## Odznaczenia
- Krzyż Kawalerski Orderu Odrodzenia Polski (1979)[4]